# FEEL YOUNG
《FEEL YOUNG》是日本祥傳社發行的女性向漫畫月刊，目標讀者群為二十幾歲的女性。
1989年作為《FEEL》（目前休刊）的姊妹誌創刊。歷代連載作品不乏得獎傑作，例如榮獲第8屆手塚治虫文化賞的《惡女羅曼死》。

## 目前連載作品
- 讚啦！光源氏（えすとえむ）
- （大川bkub）
- 往這邊看 向井君（合歡陽子）
- 無性別男孩熱戀中。（ためこう）
- （高野雀）
- 中學聖日記（川上純子）
- （GEORGE朝倉）
- 軟男與鐵妹子（長田亞弓）
- 女校之星（和山やま）